# Util-linux
util-linux ist ein Standardpaket im Betriebssystem Linux. Ein Fork (Abspaltung), util-linux-ng – mit ng, was für „next generation“ steht – wurde erstellt, nachdem die Pflege des ursprünglichen Paketes stockte. Im Januar 2011 wurde es wieder zurück benannt in „util-linux“ und wurde zur offiziellen Version des Pakets.

## Enthaltene Programme
| - addpart - agetty - blkdiscard - blkid - blockdev - cal - cfdisk - chcpu - chfn - chmem - chrt - chsh - col (legacy) - colcrt - colrm - column - ctrlaltdel - delpart - dmesg - eject - fallocate - fdformat - fdisk - findfs - findmnt - flock - fsck - fsck.cramfs - fsck.minix | - fsfreeze - fstab - fstrim - getopt - hexdump - hwclock (Abfragen und Stellen der Echtzeituhr [RTC]) - ionice - ipcmk - ipcrm - ipcs - isosize - kill - last - ldattach - line (legacy) - logger - login - look - losetup - lsblk - lscpu - lslocks - lslogins - lsmem | - mcookie - mesg - mkfs (legacy) - mkfs.bfs - mkfs.cramfs - mkfs.minix - mkswap - more - mount - mountpoint - namei - newgrp - nologin - nsenter - partx - pg (legacy) - pivot_root - prlimit - raw - readprofile - rename - renice - reset (legacy) - resizepart - rev - RTC Alarm - runuser - script - scriptreplay | - setarch (einschließlich der Architektur-Symlinks wie i386, linux32, linux64, x86_64 usw.) - setpriv - setsid - setterm - sfdisk - su - sulogin - swaplabel - swapoff - swapon - switch_root - tailf (legacy) - taskset - tunelp (deprecated) - ul - umount - unshare - utmpdump - uuidd - uuidgen - vipw (einschließlich des Symlinks auf vigr) - wall - wdctl - whereis - wipefs - write - zramctl |

## Entfallene Programme
Utilities, die seit 1. Juli 2015 entfallen sind:
- arch[12]
- chkdupexe[13]
- clock[14]
- cytune[15]
- ddate (aus dem Standard-Build entfernt[16][17])
- elvtune[18]
- fastboot[19]
- fasthalt[19]
- halt[19]
- initctl[19]
- ramsize (zuvor ein Symlink auf rdev)[20]
- rdev[20]
- reboot[19]
- rootflags (zuvor ein Symlink auf rdev)[20]
- shutdown[19]
- simpleinit[19]
- vidmode (zuvor ein Symlink auf rdev)[20]